# Rhagonycha lignosa
Rhagonycha lignosa är en skalbaggsart som först beskrevs av Müller 1764.  Rhagonycha lignosa ingår i släktet Rhagonycha, och familjen flugbaggar. Arten är reproducerande i Sverige.